# Централен Кару
Централен Кару (на английски: Central Karoo, на африкаанс Sentraal-Karoo, Сентраал Кароо) е окръг в Република Южна Африка. Намира се в провинция Западен Кейп. Площта му е 38 853 km².

## Население
57 321 (2001)

## Расов състав
(2001)
- 46 499 души (77%)- цветнокожи
- 7259 души (12%)- черни
- 6658 души (11%)- бели
- 67 души – азиатци